# Olive Danzé
 (décembre 2022).
Pour les articles homonymes, voir Danzé (homonymie).
Marie Catherine Olive Danzé était une religieuse catholique et voyante française, qui prit le nom de sœur Marie du Christ-Roi en religion.

## Biographie
Elle naît le 27 mars 1906 à Plogoff dans le département breton du Finistère. Elle entre en août 1926 au couvent des bénédictines du Saint-Sacrement, à Paris, au 16 rue Tournefort. Ayant quitté son couvent après 1945, elle vit un temps en Provence avant de revenir vivre ses dernières années dans son village natal de Plogoff, où elle meurt le 2 mai 1968. Dès son enfance, et tout au long de sa vie, elle dit avoir reçu de nombreuses visions et locutions intérieures.

## Religieuse et voyante
Le 13 août 1926 Olive Danzé recevait l'habit des bénédictines et prenait le nom de Sœur Marie du Christ-Roi. Au début de l'année 1927, elle reçut des apparitions du Sacré-Cœur. Les messages concernaient la Royauté du Christ sur terre, et tout particulièrement le désir divin d'avoir un sanctuaire à Paris, sur la montagne Sainte-Geneviève, le quartier où se trouvait le couvent. Ce sanctuaire serait consacré sous le triple vocable du "Christ-Roi, Prince de la Paix, maître des Nations". Sœur Olive en informa ses supérieures, et celles-ci contactèrent les autorités diocésaines. Olive Danzé doit jouer un rôle majeur pour préparer la venue du nouveau roi de France; elle doit revenir le guider pour qu'il s'installe à Reims.

## La basilique du Christ-Roi
Monseigneur Dubois, archevêque de Paris, se montra favorable au projet. Celui-ci se matérialisa par une basilique dans l'enceinte du couvent des bénédictines de la rue Tournefort. Avec l'autorisation de l'archevêque de Paris, les religieuses sollicitèrent les fidèles catholiques du monde entier pour obtenir les fonds nécessaires à la construction du sanctuaire. Le jeune État d'Irlande, sous l'impulsion d'Éamon de Valera, se montrera particulièrement généreux pour le projet.
Les dons commencèrent à affluer, et en 1935,  le cardinal Verdier, successeur de Monseigneur Dubois, présida la bénédiction et la pose de la première pierre de la basilique. Cinq ans plus tard, en 1940, la construction du sanctuaire du Christ-Roi s'achevait. L'inauguration eut lieu le 27 octobre, jour de la fête du Christ-Roi. La première messe y fut alors célébrée.
Mais entre-temps, le cardinal Verdier était mort, et les autorités religieuses montrèrent désormais beaucoup moins d'enthousiasme pour ce sanctuaire dédié au Christ-Roi. La sœur Olive fut priée de quitter son couvent parisien. Elle demanda alors à être reçue par le pape Pie XII, qui lui accordera une audience en 1953. Il semble que le Saint-Père ait écouté favorablement la demande de sœur Olive puisque le 16 juin 1956, le cardinal Feltin consacra enfin le sanctuaire sous le triple vocable “Christ-Roi, prince de la paix, maître des nations”.

## Mort de sœur Olive et triste fin de la basilique du Christ-Roi
En 1954, sœur Olive s'installa avec deux autres religieuses en Provence, avant de repartir avec elles pour Plogoff en 1958. C'est là qu'elle mourut, au milieu de ses proches, le 2 mai 1968.
Pendant ce temps, le monastère de la rue Tournefort se vidait et menaçait de fermer, faute de jeunes religieuses. Alors que les promoteurs immobiliers se présentaient, quelques catholiques tentèrent de sauver le sanctuaire du Christ-Roi. 
Mais les autorités religieuses ne s’impliquèrent pas, et les bâtiments du couvent furent vendus. Le sanctuaire du Christ-Roi fut démoli en février 1977, puis remplacé par un complexe résidentiel : les immeubles du Panthéon.